# 漢本遺址
Blihun 漢本遺址，通稱漢本遺址，是台灣宜蘭縣南澳鄉的一處史前遺跡，2012年3月交通部公路總局進行蘇花改工程時意外挖掘出土。
漢本遺址是金屬器時代早期的文化，在當地發現的墓葬、房屋等遺跡距今約1100年至1800年歷史，與十三行遺址屬於同一文化，是台灣考古學界的一大發現。

## 發現過程
2012年3月5日，蘇花改工程位於南澳至和平段的谷風隧道進行的工程中發現「漢本遺址」（臺灣鐵路管理局漢本車站南端約600多公尺處），以及武塔隧道附近的「武塔遺址」。交通部公路總局委託中央研究院歷史語言研究所進行考古發掘工作，年代判定為距今1,200－1,600年前的金屬器時代文明。

## 研究
2015年7月，劉益昌及其考古團隊，繼挖到前述之第一個文化層（900到1600年前的金屬器時代遺址）後，又挖到第2個文化層遺址。研究團隊初判是2000年前的新石器時代後期遺址，不但深度為第一個文化層深（3公尺）的2倍多，且範圍達300公尺長、100公尺寬。遺址不僅有完整的部落和房子，也發現100多具遺骸，對北台灣和東台灣的考古文化將具有重要突破和關鍵意義，可以更完整解讀十三行文化的人權和文化形成，更可以得知為何會煉鐵。
至2015年8月初，已挖出玉器、陶器、石器、金箔、瑪瑙、骨角器與玻璃珠等物品；其中出土的鐵渣證實，當時台灣已經擁有冶鐵技術，進入鐵器時代。除此之外，還開挖到100多具石棺中的先人遺骸。另外，發現3件青銅器，比十三行遺址的一件為多。中央研究院歷史語言研究所研究員劉益昌指出，當時台灣原住民族的貿易，當由花蓮一路往南延伸到呂宋島及中南半島；劉益昌甚至以「最早臺商」形容漢本人。
在文化遺址中出土的錢幣、鐵器、裝飾物，均可以對應到最早自漢朝、最晚到明朝的文化特徵。其中出土了青銅器極為類似中國春秋戰國時代的文化遺物，並出土了宋代錢幣與唐宋時代的鐵器，推測這群台灣先民與中國有過近千年的貿易往來關係。有可能是隋代古書《隋書‧流求國》中所記載的流求國。

## 管理
2016年3月7日，宜蘭縣政府、交通部公路總局等單位舉辦歷史空間審議會議，決議漢本遺址列為縣定遺址。2016年3月28日，宜蘭縣政府公告，漢本遺址為縣定遺址。
2016年7月1日，中華民國文化部遺址審議委員會審議通過，漢本遺址為國定遺址；並於原名「漢本遺址」前加上泰雅語「Blihun」一詞，意為「門戶」，象徵該遺址凸顯南島民族文化的移動性與傳播性。2016年8月15日，文化部文化資產局公告，漢本遺址為國定遺址。

## 交通
- 漢本車站
- 台9丁線蘇花公路